# Воїни-перевертні
«Воїни-перевертні» (англ. War Wolves) — американський телевізійний фантастичний фільм жахів 2009 року режисера Майкла Ворта.

## Сюжет
Тоні Форд очолює спецзагін, відправлений у глибинку США, щоб вистежити солдата, який був інфікований вірусом перевертня, що перетворює людину на вовка. Трохи пізніше Джек дізнається, що три жінки з його загону так само були інфіковані і майже трансформувалися в вовчиць. Злісні сили перевертнів і загін Форда зустрілись між собою в битві за порятунок людства.

## У ролях
| Актор             | Роль                                  |
| ----------------- | ------------------------------------- |
| Джон Саксон       | Тоні Форд                             |
| Тім Томерсон      | Френк Бергман                         |
| Майкл Ворт        | Джейк Габріель                        |
| Едріенн Барбо     | Гейл Кеш                              |
| Наташа Алам       | Еріка Мур                             |
| Крісті Клейнос    | Джастін                               |
| Сірі Барук        | Кейсі                                 |
| Ден Соуфворф      | Клей                                  |
| Арт Лафлер        | Лео                                   |
| Заша Мемет        | Руді                                  |
| Алекс Баллар      | Ендрю Дженсен                         |
| Мартін Коув       | Малик                                 |
| Луїс Стюарт       | Бонна                                 |
| Марго Фарлі       | Крістін                               |
| Джон Лі           | Томмі                                 |
| Кендес Рекуел     | Кітті                                 |
| Девід Тадман      | Пет                                   |
| Едвард Бекфорд    | іракський перевертень                 |
| Джон Бредфорд     | Bar Fly 1                             |
| Френк Кассаветіс  | Торговець зброєю Ганні Джонс          |
| Берні Геуісслер   | чувак на автомобілі з газовим балоном |
| Грей Майкл Сейлес | The Owner Of Isolated Bar             |
| Манав Вадхва      | іракський перевертень                 |
| Джейм Воллс       | Нікіта                                |